# Corydalis kingii
Corydalis kingii är en vallmoväxtart som beskrevs av David Prain. Corydalis kingii ingår i släktet nunneörter, och familjen vallmoväxter. Inga underarter finns listade i Catalogue of Life.